# Cięciwa (powiat wołomiński)
Cięciwa – przysiółek w Polsce położony w województwie mazowieckim, w powiecie wołomińskim, w gminie Wołomin. Na status sołectwa.
W latach 1975–1998 miejscowość administracyjnie należała do województwa siedleckiego.
Wierni Kościoła rzymskokatolickiego należą do parafii Matki Bożej Królowej Różańca Świętego w Majdanie.